# Landtagswahl in Hessen 1966
- SPD: 52
- FDP: 10
- CDU: 26
- NPD: 8

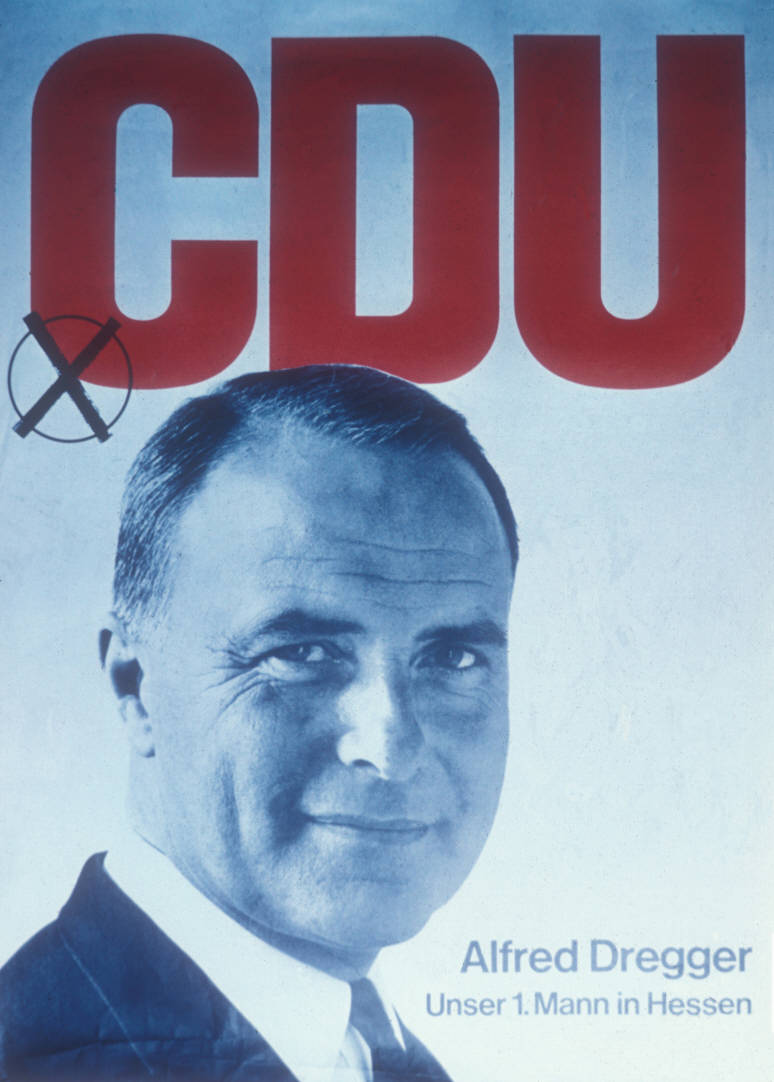
Wahlplakat der CDU

Die Landtagswahl in Hessen 1966 fand am 6. November 1966 statt.  Es war die Wahl für die 6. Wahlperiode des Hessischen Landtags.

## Ergebnis
Die SPD konnte ihre absolute Mehrheit behaupten, ihr bisheriger Koalitionspartner GDP/BHE scheiterte an der Sperrklausel. Ministerpräsident Zinn bildete in der Folge eine SPD-Alleinregierung. Bundesweite Beachtung fand der erstmalige Einzug der NPD in ein deutsches Länderparlament.
| Partei          | Stimmen absolut | Prozent | Wahl- kreisbe- werber | Direkt- man- date | Sitze |
| --------------- | --------------- | ------- | --------------------- | ----------------- | ----- |
| Wahlberechtigte | 3.543.079       |         |                       |                   |       |
| Wähler          | 2.868.446       | 81,0    |                       |                   |       |
| Gültige Stimmen | 2.827.633       | 98,6    |                       |                   |       |
|                 |                 |         |                       |                   |       |
| SPD             | 1.442.230       | 51,0    | 48                    | 44                | 52    |
| CDU             | 745.409         | 26,4    | 48                    | 4                 | 26    |
| FDP             | 293.994         | 10,4    | 48                    |                   | 10    |
| NPD             | 224.674         | 7,9     | 48                    |                   | 8     |
| GPD/BHE         | 121.326         | 4,3     | 48                    |                   |       |
| Total           | 2.827.633       | 100     | 240                   | 48                | 96    |

Die NPD profitierte von der sich im Bund abzeichnenden Großen Koalition, die nach dem Koalitionsbruch zwischen CDU/CSU und FDP im Oktober wahrscheinlich geworden war. Durch dieses Bündnis schien die CDU in die Mitte zu rücken und der NPD gelang es, unzufriedene Wähler vom rechten Rand zu gewinnen.
Die Wahlstatistik belegte, dass die Wähler der NPD Hessen bei dieser Wahl weitaus überwiegend Männer mittleren Alters waren:
| Alter          | Männer | Frauen | Gesamt |
| -------------- | ------ | ------ | ------ |
| 21–29 Jahre    | 8,2 %  | 4,7 %  | 6,5 %  |
| 30–44 Jahre    | 10,0 % | 6,4 %  | 8,2 %  |
| 45–59 Jahre    | 12,6 % | 7,7 %  | 9,8 %  |
| 60 Jahre - ... | 8,6 %  | 4,7 %  | 6,5 %  |
| Gesamt         | 10,0 % | 6,0 %  | 7,9 %  |

Die NPD Hessen konnte bei den Kommunalwahlen in Hessen 1968 noch einmal einen kleinen Erfolg verzeichnen, wurde aber 1970 nicht mehr in den Landtag gewählt.